# 9월 9일
9월 9일은 그레고리력으로 252번째(윤년일 경우 253번째) 날에 해당한다.

## 사건
- 337년 - 콘스탄티누스 2세, 콘스탄티우스 2세, 콘스탄스가 아버지 콘스세에 이어 공동 황제가 됨으로써 로마 제국이 세 명의 아우구스투스에 의해 분열되다.
- 1850년 - 캘리포니아주가 미합중국의 31번째 주로 연방에 가입.
- 1907년 - 러시아 제국과 일본 제국, 통상어업조약 조인.
- 1920년 - 일제강점기: 북간도에 있던 서로군정서 사관양성소, 사관 298명 배출.
- 1922년 - 일제강점기: 태극단 결사대, 일본 경찰과 교전.
- 1944년 - 제2차 세계 대전: 프랑스 임시정부수립, 수상에 샤를 드골.
- 1945년 - 일제강점기: 일본 조선총독부, 미군에 정식항복.
- 1948년 - 조선민주주의인민공화국 건국, 수상 김일성, 부수상 박헌영, 김책, 홍명희.
- 1955년 - 소비에트 연방과 독일, 모스크바에서 정상회담 개최, 9월 13일에 양국 국교 수립 선언.
- 1965년 - 중화인민공화국, 티베트 자치구 성립을 선언.
- 1979년 - 일본의 사이타마현 가미후쿠오카시 고층 아파트에서 재일교포 임현일(林賢一)군 투신 자살로 생을 마감.
- 1985년 - 대한민국 국가안전기획부, 구미 유학생 학원 침투 간첩단 검거 발표.
- 1986년 - 일본의 문부대신 후지오 마사유키가 "한일합방은 양국의 합의로 이루어진 것으로, 일본뿐 아니라 한국에도 책임이 있다”라고 발언하여 장관직에서 파면됨.
- 1991년 - 이라크, 유엔에 무기공장 사찰 수용.
- 2014년 - 인도와 파키스탄에서 1주일째 계속된 폭우로 인하여 400여 명이 사망하고, 40만 명이 고립되었다.
- 2016년 - 조선민주주의인민공화국이 5차 핵실험을 실시하다.

## 문화
- 1831년 - 천주교 조선대목구 설립.
- 1945년 - 조선방송협회, 'KBS'라고 명칭 변경하다.
- 1955년 - 대한민국, 국제도서관협회에 가입.
- 1957년 - 미국, 흑인투표권 보장.
- 1968년 - 제1회 한국무역박람회 서울 개막.
- 1972년 - 침술을 이용한 마취수술법이 대한민국에서는 처음 성공.
- 1983년 - 대한민국, 고리 원전3호기 준공.
- 1987년 - 배우 강수연, 《씨받이》로 44회 베니스영화제 여우주연상 수상.
- 1996년 - 대구가톨릭평화방송 FM 라디오 방송 개국.
- 1997년 - KNN 파워FM 개국.
- 2000년 - 대중 음악인 서태지, 서울 올림픽공원 펜싱경기장에서 컴백 공연.
- 2002년 - 제주도 케이블SO 채널6 JIBS 제주방송 00:00 송출개시 
 (채널명이 채널39에서 채널6으로 변경)
- 2007년 - 자메이카의 육상 단거리 선수 아사파 포웰이 이탈리아에서 열린 IAAF 그랑프리 남자 100 미터 부문에서 9.74초를 기록하며 새로운 세계 기록을 수립하였다.
- 2016년
  - 동해고속도로 남삼척 나들목 ~ 동해 나들목 구간이 개통되었다.
  - 대한민국의 쇼핑 테마파크 스타필드 하남 개장.
- 2018년 - 제주불교방송 개국.
- 2019년 - 대한민국의 신안산선 철도 착공.

## 탄생
- 1466년 - 일본의 무로마치 막부 제10대 쇼군 아시카가 요시타네. (~1523년)
- 1653년 - 조선 후기의 무신 이태망. (~1728년)
- 1737년 - 이탈리아의 의사학자·물리학자 루이지 갈바니. (~1798년)
- 1824년 - 오스트리아의 작곡가 안톤 브루크너. (~1896년)
- 1828년 - 러시아의 소설가 레프 톨스토이. (~1910년)
- 1876년 - 미국의 야구 선수, 야구 감독 프랭크 챈스. (~1924년)
- 1890년
  - 미국의 기업인 KFC 창시자 커널 샌더스. (~1980년)
  - 미국의 야구 선수 스터피 매키니스. (~1960년)
- 1900년 - 영국의 소설가 제임스 힐턴. (~1954년)
- 1909년 - 독일의 단거리 육상 선수 아르투어 요나트. (~1963년)
- 1921년 - 대한민국의 가톨릭 성직자·주교 지학순. (~1993년)
- 1924년 - 대한민국의 군인 장창국. (~1996년)
- 1925년 - 대한민국의 군인,외교관, 정치학자 김영관. (~2021년)
- 1929년 - 대한민국의 정치인 고재일. (~2022년)
- 1932년
  - 대한민국의 경찰관 최규식. (~1968년)
  - 미국의 배우 미치 매콜. (~2024년)
- 1934년 - 도미니카의 대통령 니콜라스 리버풀.
- 1935년 - 대한민국의 판사 및 변호사, 정치인 목요상.
- 1936년
  - 일본의 건축가 하라 히로시. (~2025년)
  - 영국의 축구 전문 기업인 데이비드 골드. (~2023년)
- 1937년 - 대한민국의 정치인 유재건. (~2022년)
- 1941년 - 미국의 전산학자 데니스 리치. (~2011년)
- 1946년 - 대한민국의 전 야구 선수 김우열.
- 1947년 - 대한민국의 성우 박윤아.
- 1951년 - 대한민국의 가수 배인숙.
- 1953년
  - 대한민국의 정치인 박홍률.
  - 러시아의 기업인 알리셰르 우스마노프.
- 1955년 - 스웨덴의 펜싱 선수 비에르네 베예.
- 1956년
  - 대한민국의 기업인 서유열.
  - 대한민국 정치인, 기자 김성수.
- 1959년 - 미국의 라디오 진행자 필 밸런타인. (~2021년)
- 1960년
  - 대한민국의 배우 천호진.
  - 대한민국의 배우, 영화 제작자 휴 그랜트.
- 1961년 - 대한민국의 수학자 강석진.
- 1963년
  - 대한민국의 배우 정병호.
  - 이탈리아의 축구 선수, 축구 감독 로베르토 도나도니.
- 1965년 - 대한민국의 정치인 최재성.
- 1966년 - 미국의 배우 아담 샌들러.
- 1967년 - 대한민국의 정치인 김선동.
- 1968년
  - 대한민국의 경찰청장 윤희근.
  - 대한민국의 성우 김승태.
  - 파키스탄의 정치인 샤바즈 바티. (~2011년)
- 1969년 - 대한민국의 배우 이진아.
- 1971년
  - 미국의 작가, 프로듀서 맷 셀먼.
  - 미국의 배우 헨리 토머스.
  - 스페인의 전 축구 선수 미켈 라사.
- 1972년
  - 대한민국의 배우 김가연.
  - 대한민국의 학원인 강민성.
  - 크로아티아의 배우 고란 비슈니치.
  - 대한민국의 아나운서 국혜정.
- 1973년 - 대한민국의 배우 하다솜.
- 1974년 - 브라질의 가수, 작곡가, 기타리스트 아나 카롤리나.
- 1975년 - 캐나다의 가수 마이클 부블레.
- 1976년
  - 대한민국의 배우 정상훈.
  - 일본의 성우, 배우 마츠카제 마사야.
  - 러시아의 배우, 가수 폴리나 아구레예바.
- 1977년 - 영국의 음악 프로듀서 스튜어트 프라이스.
- 1979년 - 미국의 배우 니키 드로치.
- 1980년 - 미국의 배우 미셸 윌리엄스.
- 1981년
  - 대한민국의 배우 서지석.
  - 대한민국의 야구 선수 이승호.
  - 대한민국의 축구 선수 정종관. (~2011년)
- 1982년
  - 일본의 가수 오오츠카 아이.
  - 대한민국의 희극인 김동규.
- 1983년
  - 대한민국의 배우 김정화.
  - 미국의 야구 선수 에드윈 잭슨.
  - 미국의 배우 조 카잔.
  - 일본의 전 축구 선수 가나자와 신.
- 1984년
  - 대한민국의 가수 장성재.
  - 미국의 야구 선수 브렛 필.
- 1985년 - 크로아티아의 축구 선수 루카 모드리치.
- 1986년
  - 대한민국의 배우 선율우.
  - 브라질의 좋합격투기 선수 조제 아우두.
  - 대한민국의 성악가 김주택.
  - 북한의 축구 선수 리명국.
  - 미국의 야구 선수 마이클 보우덴.
- 1987년
  - 대한민국의 격투기 선수 강경호.
  - 대한민국의 배우 정일우.
  - 카메룬의 축구 선수 알렉상드르 송.
  - 이집트의 축구 선수 아흐메드 엘모하마디.
  - 미국의 소년 니컬러스 그린. (~1994년)
- 1988년
  - 대한민국의 종합격투기 선수 김동현.
  - 일본의 배우 나카무라 시즈카.
  - 일본의 성우 시미즈 리사.
- 1989년
  - 대한민국의 레이싱 모델 최별하.
  - 대한민국의 축구 선수 김인성.
  - 대한민국의 아나운서 이해리.
- 1990년
  - 대한민국의 뮤지컬 배우 한정우.
  - 네덜란드의 배우 멜로디 클라버.
- 1991년
  - 브라질의 축구 선수 오스카르 두스 산투스 임보아바 주니오르.
  - 대한민국의 아나운서 장혜선.
  - 대한민국의 성악가 김바울.
  - 중국의 배우 양양.
  - 대한민국의 골프 선수, 방송인 정우재.
  - 대한민국의 가수 이미쉘.
- 1992년 - 카자흐스탄의 유도 선수 옐도스 스메토프.
- 1993년
  - 대한민국의 전 가수 소영.
  - 대한민국의 가수, 래퍼 최엘비.
- 1994년
  - 대한민국의 방송인 악어.
  - 일본의 성우 타카하시 카린.
  - 대한민국의 바둑 기사 김준석.
- 1995년 - 대한민국의 레이싱 모델 김류아.
- 1996년
  - 대한민국의 가수 유희.
  - 대한민국의 전직 리그 오브 레전드 프로게이머 울프.
- 1997년
  - 대한민국의 가수 유빈 (오마이걸).
  - 캐나다의 프리스타일 스키 선수 레이철 카커.
- 1998년
  - 대한민국의 쇼트트랙 선수 최민정.
  - 대한민국의 종합격투기 선수 남예현.
- 1999년
  - 대한민국의 가수 문수아 (Billie).
  - 대한민국의 축구 선수 전진우.
  - 대한민국의 성우 손정민.
  - 일본의 성우 아이자와 사야.
- 2000년
  - 대한민국의 배우 강안나.
  - 대한민국의 배우 송예빈.
  - 대한민국의 배우 이형석.
  - 대한민국의 가수 준규.
  - 대한민국의 치어리더 김이서.
- 2001년 - 네덜란드의 쇼트트랙 선수 크산드라 펠제부르.
- 2002년 - 대한민국의 가수 손동표 (X1).
- 2006년 - 대한민국의 바둑 기사 허재원.
- 2007년 - 대한민국의 뮤지컬배우 이지훈.
- 2012년 - 대한민국의 배우 박규빈.

## 사망
- 1000년 - 노르웨이의 국왕 올라프 1세. (?~)
- 1087년 - 노르만 왕조의 시조, 잉글랜드의 국왕 윌리엄 1세. (1028년~)
- 1191년 - 보헤미아의 공작 콘라트 2세. (1136년~)
- 1706년 - 프랑스의 장군, 원수 마르생 백작 페르디낭. (1656년~)
- 1860년 - 독일의 철학자 아르투어 쇼펜하우어. (1788년~)
- 1901년 - 프랑스의 화가 앙리 드 툴루즈로트레크. (1864년~)
- 1941년 - 독일의 정치인, 기업인 카를 프리드리히 폰 지멘스. (1872년~)
- 1945년 - 대한민국의 독립운동가, 정치인 차리석. (1881년~)
- 1961년 - 미국의 야구인 루브 올드링. (1884년~)
- 1975년 - 미국의 배우 존 맥기버. (1913년~)
- 1976년 - 중화인민공화국의 혁명가, 정치인 마오쩌둥. (1893년~)
- 2003년 - 미국의 원자물리학자 에드워드 텔러. (1908년~)
- 2019년 - 미국의 사진가 로버트 프랭크. (1924년~)
- 2022년
  - 미국의 영화배우, 각본가 마크 밀러. (1924년~)
  - 미국의 영화배우 잭 깅. (1931년~)
- 2024년
  - 프랑스의 가수 겸 배우 캐터리나 발렌트. (1931년~)
  - 미국의 영화배우, 성우 제임스 얼 존스. (1931년~)
  - 미국의 만화가 존 캐서데이. (1971년~)

## 기념일
- 장기 기증의 날
- 귀의 날: 대한민국
- 국화의 날: 일본
- 인민정권 창건일: 조선민주주의인민공화국

## 같이 보기
- 전날: 9월 8일 다음날: 9월 10일 - 전달: 8월 9일 다음달: 10월 9일
- 음력: 9월 9일
- 모두 보기